# Тихомиров, Сергей Семёнович
Сергей Семёнович Тихомиров (1910—1964) — советский хозяйственный, государственный и политический деятель. Директор Академии коммунального хозяйства им. К. Д. Памфилова (1955—1964), главный редактор журнала «Городское хозяйство Москвы» (1956—1960).

## Биография
Сергей Тихомиров родился 25 сентября 1910 года в посёлке Тасино (ныне Гусь-Хрустальный район Владимирской области) в семье рабочего. С 17 лет работал слесарем. В 1931 году окончил Московский энергетический техникум, после чего был направлен на работу в трамвайное депо имени Кирова, где последовательно занимал должности мастера, начальника цеха, механика, главного инженера, заместителя директора. В 1934 году без отрыва от производства окончил Московский энергетический институт по специальности инженер-электрик.
В 1935—1936 годах служил в армии. После демобилизации работал в системе Московского городского транспорта, где занимал руководящие должности начальника Управления трамвайно-троллейбусного транспорта и начальник Управления московского трамвая Моссовета. В 1951—1952 годах — заведующий Отделом научной и научно-технической деятельности при Могорисполкоме. С 1952 года — начальник Технического управления Мосгорисполкома.
В 1938 году вступил в КПСС. С 1947 года неоднократно избирался депутатом Московского городского совета. С 1953 по 1962 год избирался заместителем председателя Исполкома Моссовета. На этой должности занимался вопросами городского транспорта и благоустройства. В 1959 году избирался депутатом Верховного Совета РСФСР 5-го созыва.
В 1955—1964 годах был директором Академии коммунального хозяйства им. К. Д. Памфилова. С 1956 по 1960 год был главным редактором журнала «Городское хозяйство Москвы», затем до 1963 года входил в состав редколлегии журнала.
Умер 26 октября 1964 года. Похоронен на Новодевичьем кладбище.

## Награды
- орден Ленина (1947)[5]
- два ордена Трудового Красного Знамени (1944, 1957)[6][7]
- медали[1]